# Scott Pilgrim vs. the World
Scott Pilgrim vs. the World è un film del 2010 diretto da Edgar Wright.
La pellicola è l'adattamento cinematografico dell'omonimo fumetto creato da Bryan Lee O'Malley, con protagonista Michael Cera nel cast figurano anche Mary Elizabeth Winstead, Kieran Culkin, Alison Pill, Mark Webber, Chris Evans, Anna Kendrick, Johnny Simmons, Brandon Routh, Ellen Wong, Satya Bhabha, Shota Saito, Keita Saito, Mae Whitman, Brie Larson, Erik Knudsen, Aubrey Plaza, Jason Schwartzman, Tennessee Thomas e Jean Yoon.
Il film ottenne recensioni molto positive da parte della critica cinematografica, del pubblico e dai fan della serie, ma si rivelò un flop al botteghino incassando solo la metà del suo budget di produzione di circa 85 milioni di dollari, con il tempo il film venne ampiamente rivalutato ed è considerato un cult per gli appassionati.

## Trama
A Toronto Scott Pilgrim, ventiduenne bassista della band "Sex Bob-omb", inizia a uscire con la liceale Knives Chau, nonostante le proteste della sorella e di alcuni amici. Scott incontra una misteriosa ragazza statunitense, Ramona Flowers, che era apparsa precedentemente nei suoi sogni e si innamora all'istante di lei, perdendo ogni interesse per Knives. Mentre suonano in una battaglia tra le band, Scott viene attaccato da Matthew Patel, che si presenta come il primo dei "Sette malvagi ex" di Ramona. Scott sconfigge Patel e scopre che, per poter uscire con Ramona, dovrà sconfiggere tutti e sette i suoi ex-fidanzati. L'ultimo ex di Ramona, Gideon, ha messo insieme la "Lega dei malvagi ex" dopo che lei lo aveva lasciato. È dopo la fine della loro storia che Ramona ha lasciato New York ed è venuta a vivere in Canada, per rifarsi una vita lontano da lui.
Dopo aver scoperto che l'attore e skater Lucas Lee, il secondo malvagio ex, è a Toronto per girare un film, Scott decide di lasciare Knives. Ancora innamorata di Scott, Knives ne diventa ossessionata e cerca di riconquistarlo. Scott in seguito sconfigge Lee convincendolo a eseguire un pericoloso stunt. In seguito incontra il terzo malvagio ex, Todd Ingram, fidanzato con l'ex ragazza di Scott, Natalie “Envy” Adams. Todd, grazie ai suoi poteri vegani, è molto più forte di Scott, ma quest'ultimo riesce infine a convincerlo a bere caffè con il latte, in modo da fargli portar via i poteri dalla polizia vegana e sconfiggerlo.
La stessa sera Scott, Ramona, la band e Knives si recano ad una festa. Scott perde leggermente la pazienza e la sua irascibilità aumenta. Dopo un colpo alle spalle, Scott sbatte violentemente la testa sul bancone del bar di vetro e, una volta rialzatosi, incontra Roxy Richter. Roxy è il quarto malvagio ex di Ramona, una ragazza combattiva bionda e lesbica. Scott non vuole combatterla, perciò la maggior parte del combattimento vede come contendenti Roxy e Ramona, che guida i movimenti di Scott per far sì che la vittoria sia legale. Dopo lo scontro Scott si comporta, secondo Ramona, da futuro malvagio ex, al punto che lei gli dice che sarebbe meglio rompere.
Al secondo round della battaglia tra band i Sex Bob-omb si trovano faccia a faccia contro i gemelli Katayagi Kyle e Ken, entrambi ex di Ramona. Alla sfida assiste anche Gideon Graves, G-Man, il produttore indipendente del millennio, che però è lì con Ramona e Scott capisce che è quel Gideon, l'ultimo ex di Ramona. Scott si arrabbia al punto di dare la carica a tutta la band, che vince la sfida contro i gemelli Katayagi e al termine della quale Scott riceve una vita extra.
Scott esce dal locale per raggiungere Ramona e dirle di essere innamorato di lei, ma lei mette fine alla loro relazione perché è tornata insieme a Gideon. G-Man si scusa per aver creato la Lega dei malvagi ex in un momento in cui era troppo sconvolto dalla perdita di Ramona e si propone di fare da sponsor ai Sex Bob-omb. Mentre gli altri membri della band decidono di firmare il contratto, Scott lascia la band e viene sostituito dal giovane Neil. Scott torna a casa e riceve una chiamata da Gideon che lo invita al Chaos Theater come dimostrazione di non provare rancore per il passato. A quel punto Wallace, il suo compagno di appartamento, incoraggia Scott a combattere Gideon e riconquistare Ramona.
Scott entra al Chaos Theater e sfida Gideon a combattere. Gideon chiede a Scott perché sta rischiando la sua vita per Ramona. Scott così confessa di essere innamorato di lei e guadagna la spada del “Potere dell'amore”, che usa per combattere con Gideon. Mentre Gideon è in vantaggio su Scott, entra in scena Knives, che inizia a combattere con Ramona accusandola di averle rubato il ragazzo. Mentre Gideon finisce temporaneamente a terra, Scott va a interrompere il combattimento fra le due ragazze e ammette di aver tradito Knives per Ramona. Gideon alle spalle lo trafigge con una spada e Scott muore.
Nel limbo Scott parla con Ramona, che gli dice di aver scaricato Gideon inizialmente perché lui la ignorava e quello era l'unico modo per attirare la sua attenzione. Così Gideon aveva deciso di attaccare un microchip per il controllo mentale dietro il collo di Ramona, che nelle scene precedenti spesso si era strofinata dietro il collo. Scott finalmente si rende conto di avere una vita extra e la usa per uscire dal limbo.
Entra al Chaos Theater per la seconda volta, loda i suoi compagni di band, si scusa con Kim, la sua ex ragazza delle superiori, per come l'aveva trattata in precedenza e promuove il giovane Neil a Neil. Scott si gira verso Gideon e gli dice che sta combattendo per se stesso, guadagnando così la "Spada del potere dell'amor proprio". Una volta messo al tappeto Gideon, Scott blocca l'attacco di Knives contro Ramona e si scusa con entrambe le ragazze. Gideon si rialza in piedi, ma viene sconfitto definitivamente da Knives e Scott, che attivano la modalità a due giocatori. Mentre i tre ragazzi si preparano a uscire si attiva Nega Scott, creato da Gideon come ultima sfida per lui.
Scott fa uscire le due ragazze dicendo che questa volta deve combattere da solo e dopo pochi minuti esce chiacchierando con il suo alter ego negativo e salutandolo amichevolmente. Ramona, libera dal controllo di Gideon, si prepara a ricominciare da capo, dopo essersi scusata per tutti i problemi che aveva causato, riferendosi anche a Knives. Knives accetta però che Scott non l'amerà mai e lo incoraggia a non farsi lasciar scappare Ramona e di seguirla. Scott così la raggiunge e i due decidono di iniziare tutto da capo.

## Personaggi
- Scott Pilgrim, protagonista ventiduenne della serie. Suona il basso nei Sex Bob-Omb. Si innamora di Ramona Flowers ed è costretto ad affrontarne gli ex per continuare a frequentarla.
- Ramona Flowers, ventiquattrenne originaria di New York in grado di viaggiare nel subspazio. Trasferitasi a Toronto comincia a frequentare Scott Pilgrim.
- Matthew Patel, primo dei malvagi ex che affronta Scott nel club Rockit.
- Lucas Lee, secondo dei malvagi ex, skater e star del cinema. Scott lo sconfigge convincendolo ad eseguire un pericoloso numero con lo skate.
- Todd Ingram, terzo dei malvagi ex, fidanzato di Envy Adams e bassista dei Clash at Demonhead. Scott lo sconfigge facendogli rompere la sua dieta vegana con l'inganno, cosa che lo priva dei suoi poteri psichici.
- Roxie Richter, quarta dei malvagi ex, frequentava Ramona ai tempi del college ed è state lei ad insegnarle a combattere e viaggiare nel subsapzio.
- Kyle e Ken Katayanagi, quinto e sesto dei malvagi ex. Ramona ha frequentato questi gemelli esperti di robotica e produttori di musica elettronica in contemporanea.
- Gideon Gordon Graves, settimo dei malvagi ex e capo della Lega, nonché antagonista principale della serie. Produttore di musica indipendente, viene sconfitto da Scott presso il Chaos Theatre Toronto.
- Wallace Wells, coinquilino venticinquenne di Scott nonché suo amico.
- Knives Chau, liceale di diciassette anni che frequenta Scott all'inizio della serie. Esperta di armi da taglio e fan della band Sex Bob-Omb, Knives rimarrà innamorata di Scott fino al finale, quando convincerà il protagonista a riprovarci con Ramona.
- Kim Pine, ventitreenne dipendente del No-Account Video e batterista dei Sex Bob-Omb. È stata la prima ragazza di Scott, con cui è rimasta amica.
- Envy Adams, ex storica di Scott, cantante e tastierista dei Clash at Demonhead. Dopo essersi lasciata col protagonista muta il suo carattere da gentile e premuroso a insensibile e aggressivo. Ha una relazione con Todd Ingram.

## Produzione

### Sviluppo
La Oni Press contatta il produttore Marc Platt per realizzare una versione cinematografica di un loro fumetto, Scott Pilgrim, scritto da Bryan Lee O'Malley e il cui titolo è tratto dall'omonima canzone della band Plumtree. La Universal Pictures contatta il regista Edgar Wright, che ha appena finito di realizzare il suo primo film L'alba dei morti dementi, e lo mette sotto contratto a lungo termine; Michael Bacall inizia a scrivere il film nel 2005.
Nel gennaio 2009 la Universal Pictures titola il film ufficialmente Scott Pilgrim vs. the World. Edgar Wright riscrive la sceneggiatura, mentre a maggio Bryan Lee O'Malley rivela che il finale del film differirà da quello del fumetto. La Universal Pictures decide di iniziare le riprese nel 2009 facendo slittare, così, il nuovo film di Edgar Wright Ant-Man, tratto dall'omonimo fumetto della Marvel Comics.

### Riprese
Le riprese iniziano nel marzo 2009 a Toronto con un budget di 60 milioni di dollari, e terminano nell'agosto 2009.

### Effetti speciali
Gli effetti speciali digitali sono stati realizzati dall'azienda BlueBolt.

## Colonna sonora
La colonna sonora, intitolata Scott Pilgrim vs. the World: Original Motion Picture Soundtrack, è stata pubblicata in disco in vinile e compact disc dalla ABKCO Records il 10 agosto 2010.

### Tracce
Testi e musiche di Beck Hansen, eccetto dove indicato.
1. Sex Bob-Omb – We Are Sex Bob-Omb – 2:00
2. Plumtree – Scott Pilgrim – 3:02 (Lynette Gillis, Catriona Sturton, Amanda Bidnall, Carla Gillis)
3. Frank Black – I Heard Ramona Sing – 3:40 (Charles Thompson)
4. Beachwood Sparks – By Your Side – 4:57 (Paul Denman, Andrew Hale, Sade Adu, Stuart Matthewman)
5. Black Lips – O Katrina! – 2:51 (Ian St. Pe, Joe Bradley, Jared Swilley, Cole Alexander)
6. Crash and the Boys – I'm So Sad, So Very, Very Sad – 0:13 (Ohad Benchetrit, Kevin Drew, Brendan Canning, Charles Spearin)
7. Crash and the Boys – We Hate You Please Die – 0:59 (Ohad Benchetrit, Kevin Drew, Brendan Canning, Charles Spearin)
8. Sex Bob-Omb – Garbage Truck – 1:44
9. T. Rex – Teenage Dream – 5:45 (Marc Bolan)
10. The Bluetones – Sleazy Bed Track – 4:36 (Mark James Morris, Scott Edward Morris, Edward Daniel Chestor, Adam Patrick Devlen)
11. Blood Red Shoes – It's Getting Boring By The Sea – 2:56 (Laura Carter, Steven Ansell)
12. Metric – Black Sheep – 4:56 (Emily Haines, James Shaw)
13. Sex Bob-Omb – Threshold – 1:47
14. Broken Social Scene – Anthems For A Seventeen Year Old Girl – 4:36 (Kevin Drew, Brendan Canning, Justin Peroff, Charles Spearin, Emily Haines, John Crossingham, James Shaw, Jessica Moss)
15. The Rolling Stones – Under My Thumb – 3:41 (Mick Jagger, Keith Richards)
16. Beck – Ramona (Acoustic Version) – 1:02
17. Beck – Ramona – 4:22
18. Sex Bob-Omb – Summertime – 2:10
19. Brian LeBarton – Threshold (8-bit) – 1:48

Tracce bonus nell'edizione deluxe
1. Beck – Garbage Truck – 1:48
2. Beck – Threshold – 1:43
3. Beck – Summertime – 2:09

Tracce bonus nella riedizione del 2021
1. Metric e Brie Larson – Black Sheep (Brie Larson Vocal Version) – 4:54 (Emily Haines, James Shaw)
2. Sex Bob-Omb – No Fun – 2:14
3. Beck – Garbage Truck – 1:48
4. Beck – Threshold – 1:43
5. Sex Bob-Omb – Indefatigable – 1:14
6. Plumtree – Go! – 1:32 (Lynette Gillis, Catriona Sturton, Amanda Bidnall, Carla Gillis)
7. Beck – Ramona (Acoustic Demo Idea 1) – 0:53
8. Beck – Ramona (Acoustic Demo Idea 2) – 1:12
9. Beck – Ramona (Acoustic Demo Idea 3) – 1:07
10. Beck – Ramona (Mellotron) – 4:22
11. Beck – Summertime – 2:09
12. Nigel Godrich – Enter Goddess – 0:54 (Koji Kondo)

## Promozione
Il 25 marzo 2010 debutta il primo trailer del film, mentre il secondo viene lanciato nel maggio 2010.

## Distribuzione
Il film è uscito nelle sale statunitensi il 13 agosto 2010, mentre in Italia è uscito il 19 novembre 2010 in poche sale.

## Accoglienza

### Incassi
Nonostante le ottime critiche, il film ha incassato soltanto 51691156 $, a fronte di un budget di circa 85 milioni di dollari, rivelandosi un flop al botteghino. A conseguenza del deludente incasso, la Universal Pictures rivelò di sperare che la gente potesse scoprire questo "film straordinario"; l'attore Michael Cera disse: «è un film difficile da vendere. [...] Credo sarà uno di quei film che la gente scoprirà lentamente. Come io, onestamente, ho scoperto molto lentamente L'alba dei morti dementi». Anche se gli incassi dell'epoca furono soltanto discreti, nel corso del tempo il film venne ampiamente rivalutato, diventando un vero e proprio cult per gli appassionati.

### Critica
Il film ha ricevuto consensi positivi dalla critica specialistica. Sul sito Rotten Tomatoes ha ricevuto l'82% di "freschezza", basato su 273 recensioni e con un voto medio di 7,60 su 10,0 mentre Twitch Film lo definisce "fresco, vibrante e compatto". Nel suo libro Nostalgia in the Time of Digital Cinema, Jason Sperb dichiara:
 La rivista musicale Rumore lo definisce "uno dei migliori adattamenti fumettistici per il grande schermo alla stregua di Dick Tracy e della trilogia di Spider-Man" e ne apprezza la colonna sonora, composta in buona parte da brani di Beck, a cui da un voto pari a otto su dieci.

#### Analisi critica e temi
Scott Pilgrim vs. The World esplora temi di crescita, amore, e identità. Scott è un ragazzo confuso e immaturo che deve affrontare i suoi problemi emotivi e relazionali per poter crescere come persona. Ogni "malvagio ex" rappresenta un ostacolo che Scott deve superare, non solo fisicamente ma anche emotivamente.
Il film gioca molto anche con l'idea del "ciclo adolescenziale" di voler essere amato e accettato, ma senza voler realmente cambiare o crescere, un tema che risuona fortemente con i più giovani, ma che può essere apprezzato anche da un pubblico più maturo.

## Riconoscimenti
- 2010 - Satellite Award
  - Miglior film commedia o musicale
  - Miglior attore in un film commedia o musicale a Michael Cera

## Altri media

### Cortometraggio
Il 12 agosto 2010 viene mandato in onda su Adult Swim un cortometraggio animato titolato Scott Pilgrim vs. The Animation, basato sul prologo del secondo numero del fumetto, omesso dalla versione cinematografica. Il cortometraggio è un flashback che mostra l'amore tra i personaggi di Scott Pilgrim e Kim Pine.

### Videogioco
Nell'agosto 2010 viene distribuito tramite download per PlayStation 3 e Xbox il videogioco Scott Pilgrim vs. The World: The Game, prodotto da Ubisoft e colonna sonora composta da Anamanaguchi. Il videogioco ha ricevuto buone recensioni. In seguito sono stati rilasciati dei pacchetti DLC, uno con Knives Chau come personaggio giocabile durante l'uscita dvd del film e in seguito con Wallace Wells come personaggio giocabile e modalità multiplayer online. Successivamente il gioco insieme ai DLC è stato rimosso il 30 dicembre 2014 per scadenza dei diritti. Per il decimo anniversario del gioco è stata rilasciata un'edizione completa per PlayStation 4, Xbox One, Nintendo Switch, Microsoft Windows e Google Stadia il 14 gennaio 2021.